# Torbern Cassel
Vainö Torbern Cassel, född den 7 augusti 1900 i Hedvig Eleonora församling, Stockholm, död där den 3 december 1942, var en svensk kompositör, sångare, pianist och idrottsman.

## Biografi
Torbern Cassel var son till Gunnar Cassel och Jane Bergström. Cassel var i unga år höjdhoppare på elitnivå, och deltog bland annat i det svenska landslaget vid landskampen i Paris 1926. Han var också framgångsrik häcklöpare. Torbern Cassel är dock mer ihågkommen som flitig grammofonsångare och schlagerkompositör. Han är bland annat den vanligaste sångaren på inspelningar med Svenska Paramountorkestern. Bland hans många kompositioner märks Vill du visa mig vägen hem, Jag har inga sorger i världen, Ensam och titta på månen , Säg mig på nytt de första blyga orden och Kärlekens rödaste rosor, flera av dem skrivna i samarbete med sångaren Sven-Olof Sandberg.
Första gången var han gift 1927–1931 med danspedagogen Lalla Cassel (1905–1964) och fick en son: statistikern Per Gunnar Cassel (1928–2010). Andra gången var han gift 1931–1934 med Greta Meyerson (1903–1996) och tredje gången 1935–1940 med Nora Tessing (1907–1989), omgift Norgren. Han var sedan trolovad med Kerstin Grundström fram till sin död. Torbern Cassel är begravd på Norra begravningsplatsen utanför Stockholm.

## Diskografi i urval
- Casanova, med Ulla Billquist, och orkester
- Pandora, med Otto Lington and his Lingtoians
- Du bara leker med din jojo, med Ragge Läths orkester
- Klockbojen, med Curtz's Trio
- Det ordnar sig alltid, ur filmen: Lyckans gullgossar, med Erik Laurent och Egerstams orkester
- Calle Schewens vals, med Arne Hülphers orkester
- Det har blivit en fluga om våren, med Einar Groth & Co